# Isam Zahr ad-Din
Isam Dżadan Zahr ad-Din (arab. ‏عصام جدعان زهر الدين‎, ʿIsām Ǧadʿān Zahr ad-Dīn; ur. 1961 w Turbie, zm. 18 października 2017 w Dajr az-Zaur) – syryjski wojskowy. Generał Gwardii Republikańskiej, elitarnego oddziału w Siłach Zbrojnych Syrii. W czasie wojny domowej w Syrii dowodził siłami rządowymi na wielu frontach. Zasłynął jako dowódca trzyletniej obrony oblężonego przez tzw. Państwo Islamskie miasta Dajr az-Zaur. Zginął 18 października 2017 w wyniku eksplozji miny w czasie działań przeciwko islamistom.

## Życiorys

### Dzieciństwo i młodość
Zahr ad-Din urodził się w 1961 we wsi Turba położonej w muhafazie As-Suwajdza w południowej Syrii. Był członkiem Druzów, grupy religijnej będącej mniejszością religijną w Syrii, Libanie i Izraelu. W latach 1980–1982 jako poborowy był członkiem oddziałów paramilitarnych partii Baas (ugrupowania rządzącego wówczas w Syrii). W 1987 został powołany do Gwardii Republikańskiej jako oficer wojsk pancernych i zmechanizowanych.

### Wojna domowa w Syrii
Zahr ad-Din wraz z Manafem Talasem wspólnie dowodził 104. brygadą Gwardii Republikańskiej w Dumie i Harascie. Gdy w 2012 Talas zdezerterował uciekając do sąsiedniej Turcji, wówczas Zahr ad-Din objął samodzielne dowództwo nad tą jednostką. W przeszłości 104. brygada była dowodzona kolejno przez Basila al-Asada do jego śmierci w 1994, a następnie jego młodszego brata Baszszara al-Asada do czasu objęcia przez niego urzędu prezydenta Syrii w 2000.
W początkowej fazie konfliktu, w Dumie w 2011, Zahr ad-Din torturował aresztowanych opozycjonistów. Brutalność jego działań była powodem nadania mu wśród środowisk antyrządowych przydomku "druzyjska bestia".
Wraz z rozwojem wojny domowej Zahr ad-Din został jednym z najbardziej prominentnych członków Druzów, walczących po stronie rządowej. Był często krytykowany przez członków tej grupy religijnej należących do opozycji, a także tych sprzeciwiających się wojnie. Przywódca libańskich Druzów, Walid Dżunbulat, oskarżył w 2013 Zahr ad-Dina o "walkę z własnym narodem". Jednakże większość Druzów mieszkających w Syrii uważa go za bohatera wojennego.
Na początku 2013 awansował ze stopnia generała brygady do generała.
W październiku 2013 roku, Zahr ad-Din miał dowodzić atakiem na miasto Anadan, w ramach większej operacji zmierzającej do przejęcia kontroli nad Aleppo. Został on jednak wyznaczony do dowodzenia w Dajr az-Zaur, z powodu śmierci dotychczasowego dowódcy generała Dżamiego 18 października 2013.  27 listopada 2013 r. został postrzelony w nogę.
18 lipca 2017 Unia Europejska umieściła Zahr ad-Dina na liście osób objętych sankcjami przeciw Syrii. W uzasadnieniu stwierdzono, że: "jako starszy rangą oficer odpowiada za brutalne represje wobec ludności cywilnej, w tym za oblężenie miejscowości Baba Amr w lutym 2012 r.".
Zginął 18 października 2017 w trakcie działań przeciwko Państwu Islamskiemu, gdy pojazd którym się przemieszczał najechał na minę w miejscowości Hawidżat Sakr w pobliżu Dajr az-Zaur. Został pochowany dwa dni później, 20 października 2017, w As-Suwajdzie.

## Życie prywatne
Starszy syn Zahr ad-Dina, Jarub, walczy (stan na 2014) w 104. brygadzie w Dajr az-Zaur.